# Bipassalozetes asper
Bipassalozetes asper är en kvalsterart som först beskrevs av Pérez-Íñigo och Peña 1996.  Bipassalozetes asper ingår i släktet Bipassalozetes och familjen Passalozetidae. Inga underarter finns listade.